# Majn
Il Majn (in russo Майн?) è un fiume della Russia estremo-orientale (Čukotka), affluente di destra dell'Anadyr'.
Nasce dai monti della Penžina, catena laterale dei più vasti monti dei Coriacchi, emissario del lago Majnskoe, scorrendo con direzione mediamente nord-orientale in una regione piuttosto accidentata ad eccezione del basso corso che fluisce in un'ampia zona pianeggiante spesso paludosa, dividendosi in numerosi bracci secondari; sfocia nell'Anadyr' nel suo medio corso.
Il fiume scorre in una zona dal clima rigidissimo, che provoca lunghi periodi di congelamento delle acque (mediamente, da metà ottobre alla fine di maggio) e la estrema rarefazione dei centri abitati lungo il suo corso.